# 6.ª edición de los Premios Óscar
La 6.ª edición de los Premios Óscar se celebró el 16 de marzo de 1934 en el The Ambassador Hotel de Los Ángeles, California y fue conducida por Will Rogers, quien también presentó todos los premios.
Will Rogers presentó el premio al mejor director, y cuando abrió el sobre, simplemente dijo "¡Sube y recógelo, Frank!". Frank Capra, seguro de que era el ganador, corrió hacia el pódium para recoger el Óscar, pero al llegar descubrió que a quien había llamado Rogers era a Frank Lloyd, quien había ganado por Cabalgata. Posiblemente para minimizar su propio error, Rogers llamó entonces al tercer nominado George Cukor para que se uniera a los dos Frank en el estrado.
Esta fue la última vez que el periodo de elegibilidad de las películas candidatas estuvo dividido entre dos diferentes años, creando de esa forma el mayor período de elegibilidad en una ceremonia de entrega: desde el 1 de agosto de 1932 hasta el 31 de diciembre de 1933, sería hasta 2021 con la  93.ª edición de los Premios Óscar cuando se retoma de nuevo dicha práctica.
También fue la última vez en la que ninguna película obtuvo más de 4 candidaturas. Cabalgata se convirtió en la cuarta película en ganar el premio a la mejor película sin obtener la nominación a mejor guion, y la última hasta Hamlet (1948) en la 21.ª edición.

## Ganadores y nominados

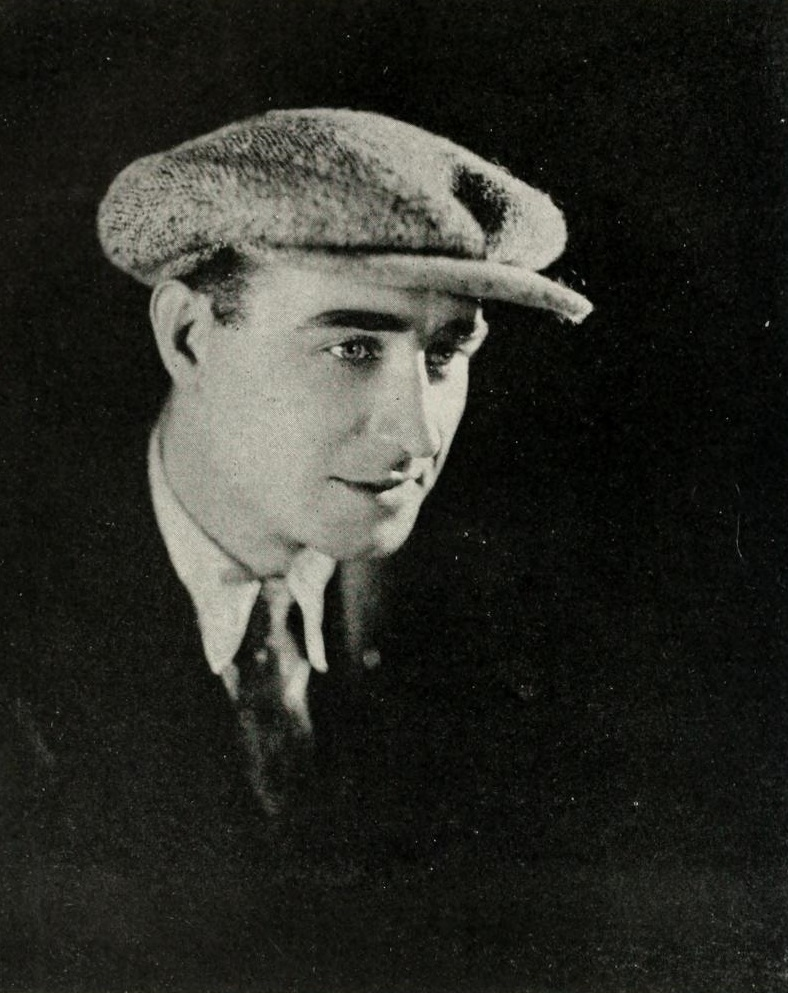
Frank Lloyd ganó el Óscar al mejor director por Cabalgata.

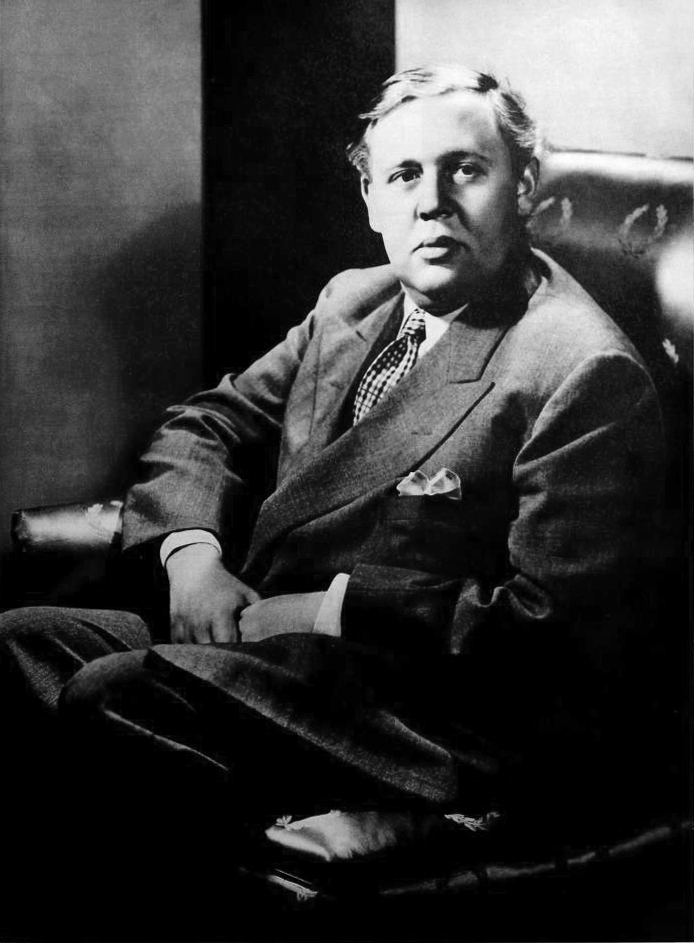
Charles Laughton fue el ganador del Óscar al mejor actor por La vida privada de Enrique VIII.

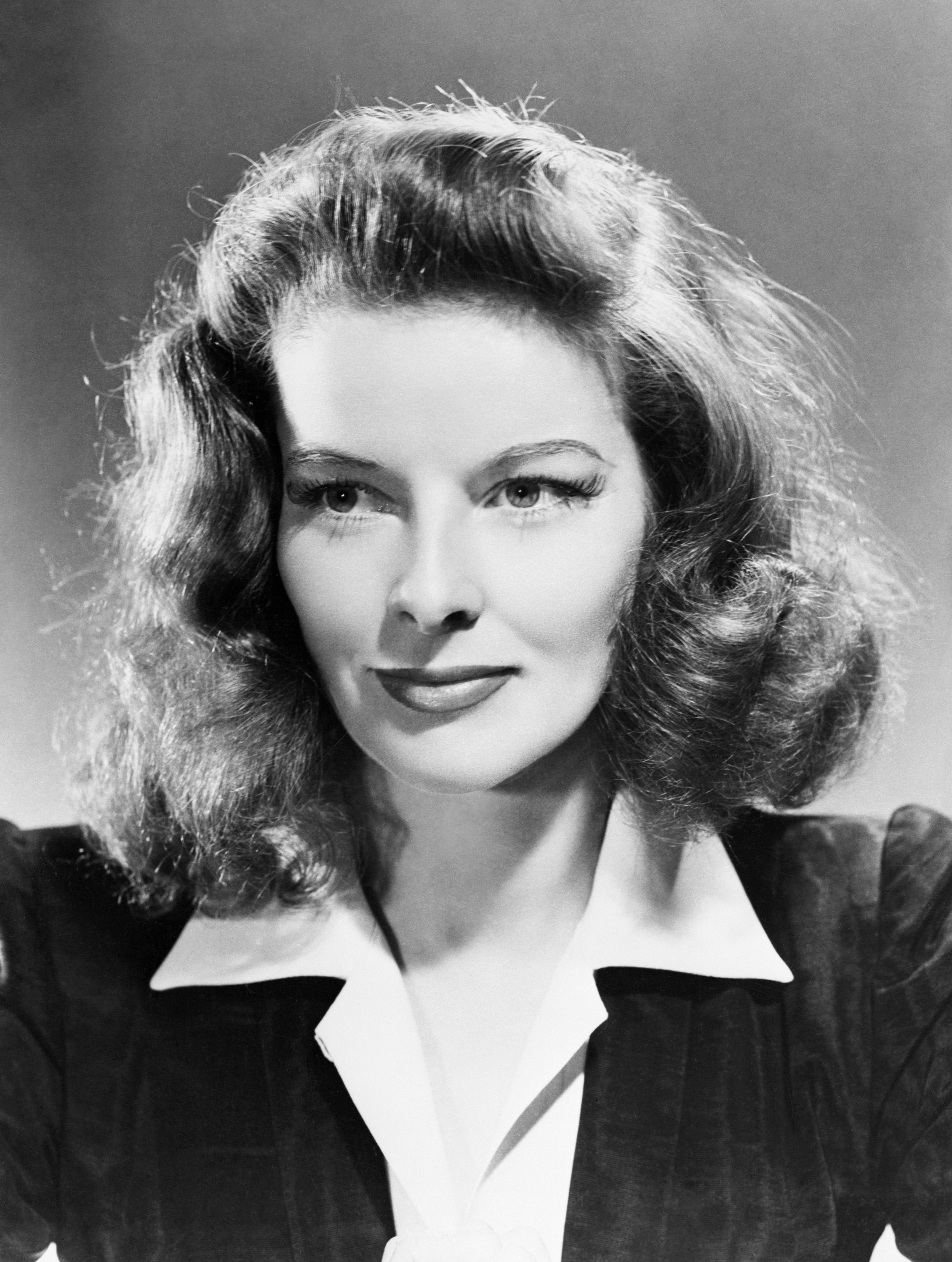
Katharine Hepburn fue la ganadora del Óscar a la mejor actriz por Gloria de un día.

1. Los ganadores están listados primero y destacados en negritas. ⭐
2. El título o títulos en español se encuentra entre paréntesis.

| Producción sobresaliente - Cavalcade (Cavalgada) — Fox Film Co.⭐ - 42nd Street (La calle 42) — Warner Bros. - A Farewell to Arms (Adiós a las armas) — Paramount Publix - I Am a Fugitive from a Chain Gang (Soy un fugitivo) — Warner Bros. - Lady for a Day (Dama por un día) — Columbia - Little Women (Las cuatro hermanitas) — RKO Pictures - The Private Life of Henry VIII (La vida privade de Enrique VIII) — London Films - She Done Him Wrong (Lady Lou) — Paramount Publix - Smilin' Through (La llama eterna / El amor no muere) — Metro-Goldwyn-Mayer - State Fair (La feria de la vida) — Fox Film Co.       | Mejor dirección - Frank Lloyd - Cavalcade (Cavalgada) ⭐ - Frank Capra – Lady for a Day (Dama por un día) - George Cukor – Little Women (Las cuatro hermanitas) |
| Mejor actor - Charles Laughton – The Private Life of Henry VIII (La vida privada de Enrique VIII) como Enrique VIII de Inglaterra ⭐ - Leslie Howard – Berkeley Square (La Plaza de Berkeley) como Peter Standish - Paul Muni – I Am a fugitive from a Chain Gang (Soy un fugitivo), como James Allen | Mejor actriz - Katharine Hepburn – Morning Glory (Gloria de un día / Mañana de gloria) como Eva Lovelace⭐ - May Robson – Lady for a Day (Dama por un día) como Apple Annie - Diana Wynyard – Cavalcade (Cavalgada) como Jane Marryot |
| Mejor argumento - One Way Passage (Pasaje de ida / Viaje de ida) – Robert Lord⭐ - The Prizefighter and the Lady (El boxeador y la dama) – Frances Marion - Rasputin and the Empress (Rasputín y la zarina) – Charles MacArthur | Mejor adaptación - Little Women (Las cuatro hermanitas) – Victor Heerman y Sarah Y. Mason; a partir de la novela de Louisa May Alcott⭐ - Lady for a Day (Dama por un día) – Robert Riskin; basado en la obra "Madame la Gimp" de Damon Runyon - State Fair (La feria de la vida) – Paul Green y Sonya Levien; a partir de la novela de Phil Stong |
| Mejor cortometraje - Comedia - So This Is Harris! – Louis Brock y RKO Pictures⭐ - Mister Mugg – Warren Doane y Universal Studios - A Preferred List – Louis Brock y RKO Pictures | Mejor cortometraje - Innovación - Krakatoa – Joe Rock y Educational Pictures⭐ - Menu – Pete Smith y MGM - The Sea – Educational Pictures |
| Mejor cortometraje animado - The Three Little Pigs (Los tres cerditos) – Walt Disney y United Artists⭐ - Building a Building – Walt Disney y United Artists - The Merry Old Soul – Walter Lantz y Universal Studios | Mejor sonido - A Farewell to Arms (Adiós a las armas) – Franklin B. Hansen⭐ - 42nd Street (La calle 42) – Nathan Levinson - Golddiggers of 1933 (Vampiresas 1933) – Nathan Levinson - I Am a fugitive from a Chain Gang (Soy un fugitivo) – Nathan Levinson                                                                                       |
| Mejor dirección de arte - Cavalcade (Cavalgada) – William S. Darling⭐ - A Farewell to Arms (Adiós a las armas) – Hans Dreier y Roland Anderson - When Ladies Meet (De mujer a mujer) – Cedric Gibbons | Mejor fotografía - A Farewell to Arms (Adiós a las armas) – Charles Lang⭐ - Reunion in Vienna (Reunión en Viena) – George J. Folsey - The Sign of the Cross (El signo de la cruz) – Karl Struss |
| Mejor asistente de dirección - Charles Barton – Paramount - Scott Beal – Universal - Charles Dorian – Metro-Goldwyn-Mayer - Fred Fox – United Artists - Gordon Hollingshead – Warner Bros. - Dewey Starkey – RKO - William Tummel – 20th Century Fox - Al Alleborn – Warner Bros. - Sid Brod – Paramount Publix - Orville O. Dull – Metro-Goldwyn-Mayer - Percy Ikerd – 20th Century Fox - Arthur Jacobson – Paramount Publix - Edward Killy – RKO Radio - Joseph A. McDonough – Universal - William J. Reiter – Universal - Frank Shaw – Warner Bros. - Ben Silvey – United Artists - John S. Waters – Metro-Goldwyn-Mayer | |

## Premios y nominaciones múltiples
| Película                          | Nominaciones | Premios |
| --------------------------------- | ------------ | ------- |
| Cavalcade                         | 4            | 3       |
| A Farewell to Arms                | 4            | 2       |
| Little Women                      | 3            | 1       |
| The Private Life of Henry VIII    | 2            | 1       |
| Morning Glory                     | 1            | 1       |
| One Way Passage                   | 1            | 1       |
| Lady for a Day                    | 4            | 0       |
| I Am a Fugitive from a Chain Gang | 3            | 0       |
| 42 Street                         | 2            | 0       |
| State Fair                        | 2            | 0       |

## Premios Técnicos y Científicos

### Premios Clase II
- Electric Research Products, Inc. (ERPI) - Por su sistema de reproducción y grabación de sonido.
- RCA Victor Company, Inc. - Por la alta fidelidad de su sistema de reproducción y grabación de sonido.

### Premios Clase III
- Film Fox Corporation, Fred Jackman y Warner Bros. Corporation y Sidney Sanders de RKO Studios, Inc. por el desarrollo y uso efectivo de pantalla de celulosa translúcida en la composición de fotografías.